# Zăpadă, Ceai și Dragoste
Zăpadă, Ceai și Dragoste es una película de comedia y ciencia ficción rumana de 2021 dirigida por Catalin Bugean y escrita por Andreas Petrescu. Es la primera producción cinematográfica de comedia y ciencia ficción realizada en el país. Protagonizado por Alecsandra Timofte Revnic, Alex Velea, Alina Pușcaș, Anca Dinicu, Andreas Petrescu, Angel Popescu, Carmen Tănase, Catalin Bugean, Cosmin Seleși, Cristian Iacob, Dan Negru, Dorian Popa, Dragos Dumitru, Florin Busuioc, Ioana Mihail Tiberiu, Iuliana Luciu, Levent Sali, Liviu Vârciu, Marin Barbu, Monica Anghel, Paula Chirilă, Pepe, Raluka, Sergiu Costache y Sorin Bontea.

## Sinopsis
Tres amigos que, por una situación menos afortunada, acaban en la cárcel. Allí planean su fuga y con la ayuda de un mafioso local logran escapar solo para preparar el próximo robo. Pero una pócima con consecuencias realmente extrañas caerá en sus manos y todo se complica. También está en juego un diamante gigante valorado en 20 millones de dólares.

## Reparto
- Alecsandra Timofte Revnic
- Alex Velea
- Alina Pușcaș
- Anca Dinicu
- Andreas Petrescu
- Angel Popescu
- Carmen Tănase
- Catalin Bugean
- Cosmin Seleși
- Cristian Iacob como Marian
- Dan Negru
- Dorian Popa
- Dragos Dumitru
- Florin Busuioc
- Ioana Mihail Tiberiu
- Iuliana Luciu
- Levent Sali como Ceai
- Liviu Vârciu como Dragoste
- Marin Barbu
- Monica Anghel
- Paula Chirilă
- Raluka
- Sergiu Costache
- Sorin Bontea

## Lanzamiento
Zăpadă, Ceai și Dragoste estaba programada para estrenarse el 27 de marzo de 2020 en cines rumanos, pero se retrasó debido a la pandemia COVID-19. Finalmente, se estrenó el 10 de septiembre de 2021 en cines rumanos.